# Кели Макдоналд
Кели Макдоналд (енгл. Kelly Macdonald) је шкотска глумица која је свој филмски деби доживела у култном филму Трејнспотинг, Денија Бојла. Њену каснију каријеру су обележиле споредне филмске улоге од којих је најзапаженија била она у филму Нема земље за старце, браће Коен. Макдоналд се такође појавила у неколико ТВ серија међу којима се истиче Царство порока која јој је донела 2 номинације за награду Златни глобус.